# Nanningapolder
De Nanningapolder is een voormalig waterschap in de Nederlandse provincie Groningen.
Het schap lag ten westen van Midwolda in de hoek tussen de weg de Zijdwende en de N362, ten westen van de Noorderbuitenpolder. De molen sloeg uit op het Koediep.
Waterstaatkundig gezien ligt het gebied sinds 2000 binnen dat van het waterschap Hunze en Aa's.